# .cd
.cd je vrhovna internetska domena (country code top-level domain - ccTLD) za Demokratsku Republiku Kongo. Ova domena se koristi od 1997. godine, a prije nje je bila u upotrebi domena .zr. Domenom upravlja NIC Congo.

## Vanjske poveznice
- IANA .cd whois informacija  Arhivirana inačica izvorne stranice od 27. listopada 2007. (Wayback Machine)